# Novoselivka, Pokrovske
Novoselivka (în ucraineană Новоселівка) este un sat în comuna Velîkomîhailivka din raionul Pokrovske, regiunea Dnipropetrovsk, Ucraina.

## Demografie
Componența lingvistică a localității Novoselivka
     Ucraineană (92,88%)
     Rusă (6,78%)
Conform recensământului din 2001, majoritatea populației localității Novoselivka era vorbitoare de ucraineană (92,88%), existând în minoritate și vorbitori de rusă (6,78%).